# اوتو بوروش
اوتو بوروش (انگلیسی: Ottó Boros; ۵ اوت ۱۹۲۹ – ۱۸ دسامبر ۱۹۸۸) بازیکن واترپلو اهل مجارستان بود.